# Gare de Forbach
Gare de Forbach vasútállomás Franciaországban, Forbach településen.

## Vasútvonalak
Az állomást az alábbi vasútvonalak érintik:
- Rémilly–Saarbrücken-vasútvonal

## Kapcsolódó állomások
A vasútállomáshoz az alábbi állomások vannak a legközelebb:
- Gare de Béning
- Saarbrücken Hauptbahnhof